# Meoneura obscurella

Meoneura obscurella  (лат.) — вид двукрылых насекомых рода Meoneura из семейства Carnidae. Широко распространённый голарктический таксон. Северная Евразия (от Исландии до Китая) и Северная Америка. В России: Ленинградская область, остров Врангеля, Сахалин.

## Описание
Мелкие мухи, длина около 1 мм, общая окраска чёрная, лоб частично красновато-жёлтый. Глаза округлые. На трупах животных и рыб, на семенах и цветах, в гнёздах птиц; также были выведены из пшеницы и табака. От близкого голарктического вида Meoneura lamellata отличается строением гениталий самцов и сероватым налётом тергитов брюшка (у M. lamellata они блестящие). Щетинки головы тёмные. Крыло с короткой dm ячейкой. У самок развиты крылья и 1-5 стерниты брюшка.
Ячейки cup и жилка A1+CuA2 отсутствуют. Вид был впервые описан в 1823 году шведским энтомологом Карлом Фредриком Фалленом(Carl Fredrik Fallén, 1764-1830) под оригинальным названием Agromyza obscurella Fallén, 1823 по материалам из Швеции.